# Žaga 8
Žaga 8 (izviren angleški naslov: Jigsaw) je ameriška grozljivka iz leta 2017, delo Michaela in Petra Spierga. Scenarij sta napisala Josh Stolberg in Peter Goldfinger, v njem pa igrajo Matt Passmore, Callum Keith Rennie, Clé Bennett in Hannah Emily Anderson.